# Dicaelotus suspectus
Dicaelotus suspectus är en stekelart som beskrevs av Perkins 1953. Dicaelotus suspectus ingår i släktet Dicaelotus och familjen brokparasitsteklar. Arten är reproducerande i Sverige. Inga underarter finns listade i Catalogue of Life.